# Krzysztof Awedyk Bernatowicz

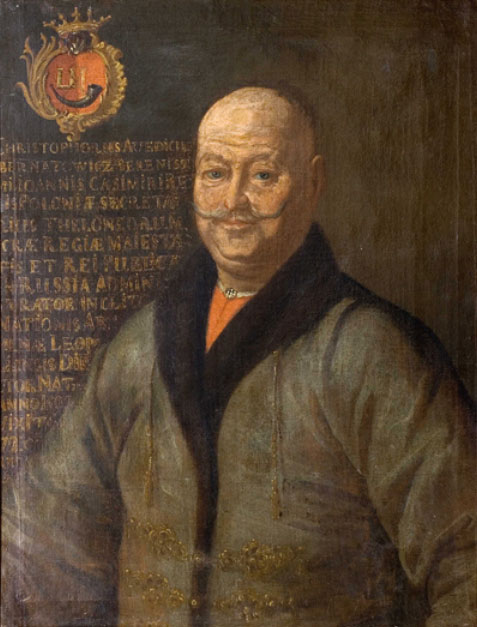
Krzysztof Awedyk Bernatowicz

Krzysztof Awedyk Bernatowicz (ur. 1590, zm. 7 stycznia 1671) – zamożny kupiec ormiański we Lwowie, administrator ceł Rzeczypospolitej, sekretarz króla Jana Kazimierza.

## Życiorys
W 1630 należał do przeciwników biskupa Mikołaja Torosowicza i podporządkowania biskupstwa ormiańskiego we Lwowie papieżowi.
Znany był z ostentacyjnej zamożności. Gdy znajdujący się w potrzebie król Władysław IV zażądał od niego pożyczki stu tysięcy dukatów, Bernatowicz zapytał w jakiej król chce je mieć monecie: w złotej, srebrnej, czy miedzianej. Otrzymawszy od władcy odpowiedź, że we wszystkich, przysłał mu zamiast umówionej sumy jej trzykrotność, po sto tysięcy w każdym kruszcu.
Miał m.in. synów: Bernarda, towarzysza lekkiej chorągwi pułkownika Atanazego Miączyńskiego herbu Suchekomnaty, sędziego praw ormiańskich we Lwowie, nobilitowanego przez króla Jana III Sobieskiego w 1676 (i przyjętego do herbu Suchekomnaty przez pułkownika Miączyńskiego) i Zachariasza, sekretarza króla Augusta Mocnego.